# UB-90号潜艇
陛下之UB-90号艇是德意志帝国海军于第一次世界大战期间建造的其中一艘UB-III型近岸潜艇或称U艇。它由汉堡的伏尔铿船厂承建，于1918年2月12日新船下水，至同年3月21日交付使用。其全长55.52米，水面及水下排水量分别为510吨和640吨，艇载武器则包括五具500毫米鱼雷发射管以及一门105毫米口径甲板炮。UB-90号入役后曾被部署至第二区舰队，并参与了大西洋潜艇战。在两次巡逻期间，该艇合共仅击沉1艘、缴获1艘协约国或中立国商船，容积总吨累计为4425吨。1918年10月16日，UB-90号在斯卡格拉克海峡遭英国潜艇L12号发射鱼雷击沉，艇内37名官兵全数阵亡。

## 设计
UB-90号是汉堡伏尔铿船厂承建的UB-III型第三批次（UB-88至UB-102号）的三号艇，由德意志帝国海军潜艇监察局于1917年2月6日订购，至1918年2月12日下水。其全长55.52米，舷宽5.76米。艇体采用双壳体结构，水面及水下排水量分别为510吨和640吨，浮起时的吃水深度为3.73米。由于无需像UC-II型艇那样提供水雷布设装置，设计工程师对潜艇舷弧进行了优化，增大了司令塔体积，配备两具潜望镜，司令塔与控制室之间增加一道水密舱壁。这些改进显著提高了潜艇的水下机动性和生存力。为了达到更高的航速，UB-90号采用两台猛狮-伏尔铿六缸四冲程550匹公制馬力（405千瓦特）柴油机用于水面运行，以及两台394匹公制馬力（290千瓦特）的西门子-舒克特电动发电机用于水下航行；水面最高航速13節（24每小時），水下7.4節（13.7每小時）；能够在水面以6節（11每小時）航速续航7,120海里（13,190），或以4節（7.4每小時）连续在水下航行55海里（102）而无需充电。
UB-90号的主武器为五具500毫米艇艏鱼雷发射管，其中艇艏四具采用层叠式布局分居两侧、艇艉一具，并可搭载合共10枚G6型鱼雷。辅助武器则是一门105毫米45倍径速射炮。其标准船员编制为3名军官加31名水兵。

## 服役历史
1918年3月21日，UB-90号在首度担任艇长的海军中尉戈特弗里德·冯·迈尔的指挥下正式入役，随即展开海试。完成海试后，该艇同年6月29日被编入北海战区的第二潜艇区舰队，并参与了大西洋潜艇战，足迹遍及北海海峡、彼得黑德和设得兰群岛周边海域。在两次巡逻期间，UB-90号合共仅击沉1艘、缴获1艘协约国或中立国商船，容积总吨累计为4425吨。其中，850总吨的丹麦轮船杜罗号（Douro）于7月29日在卡特加特海峡作为战利品被迈尔带回斯维内明德，其后获释；而注册吨位为3575吨、正从费城运载石油前往利默里克的英国液货轮欧皮翁号（Eupion）则是10月3日在香农河的鲁普角以西约10海里（19）处遭鱼雷击沉。10月16日，UB-90号在斯卡格拉克海峡（57°55′N 10°27′E / 57.917°N 10.450°E）遭英国皇家海军潜艇L12号发射鱼雷击沉，艇内37名官兵全数阵亡。

## 袭击历史摘要
| 日期          | 船名     | 船籍 | 吨位 | 结局       |
| ------------- | -------- | ---- | ---- | ---------- |
| 1918年7月29日 | 杜罗号   | 丹麦 | 850  | 缴作战利品 |
| 1918年10月3日 | 欧皮翁号 | 英国 | 3575 | 击沉       |

## 脚注
1. ↑  Rössler，第61頁.
2. 1 2  Helgason, Guðmundur. . German and Austrian U-boats of World War I - Kaiserliche Marine - Uboat.net.   [2022-05-18].
3. 1 2 3 4  Gröner 1991，第25-30頁.
4. 1 2  Helgason, Guðmundur. . German and Austrian U-boats of World War I - Kaiserliche Marine - Uboat.net.   [2015-02-08].
5. ↑  陈进，第239頁.
6. ↑  NARS，第54頁.
7. 1 2  Helgason, Guðmundur. . German and Austrian U-boats of World War I - Kaiserliche Marine - Uboat.net.   [2015-02-08].
8. ↑  Helgason, Guðmundur. . German and Austrian U-boats of World War I - Kaiserliche Marine - Uboat.net.   [2022-05-18].
9. ↑  Helgason, Guðmundur. . German and Austrian U-boats of World War I - Kaiserliche Marine - Uboat.net.   [2022-05-18].